# Афинодор Кордилион
Афинодо́р Кордилио́н (др.-греч. Ἀθηνόδωρος Κορδυλίων; умер в I веке до н. э., Рим) — философ-стоик, родился в Тарсе. Он был хранителем библиотеки в Пергаме, где вырезал отрывки из книг о стоицизме, если что-то не нравилось.
Отрывки из книг, если не одобряла школа, были удалены из его (Зенона) книг Афинодором Кордилионом, который был служителем библиотеки; впоследствии, когда Афинодора уличили и остыдили, они были возвращены на свои места.
Diogenes Laërtius, vii. 34
В пожилом возрасте Афинодор переехал в Рим и проживал у Марка Порция Катона Утического, став его наставником.